# Cloaca (zoología)
En la anatomía animal, la cloaca es una cavidad situada en la parte final del tracto digestivo y abierta al exterior, a la que confluyen también los conductos finales de los aparatos urinario y reproductor. Brinda protección al sistema digestivo y excretor para la expulsión de desechos. Está presente en determinadas especies de vertebrados: en todas las aves, anfibios y reptiles, así como en algunos peces (condrictios)  y mamíferos (monotremas y marsupiales). También se le da ese mismo nombre a la porción final del tubo digestivo de ciertos equinodermos como los Pepinos de Mar (Holothuroidea).

## Etimología
La palabra proviene del verbo latín  cluo , "(yo) limpiar", de ahí el sustantivo  cloaca , "cloaca, desagüe".

## Aves

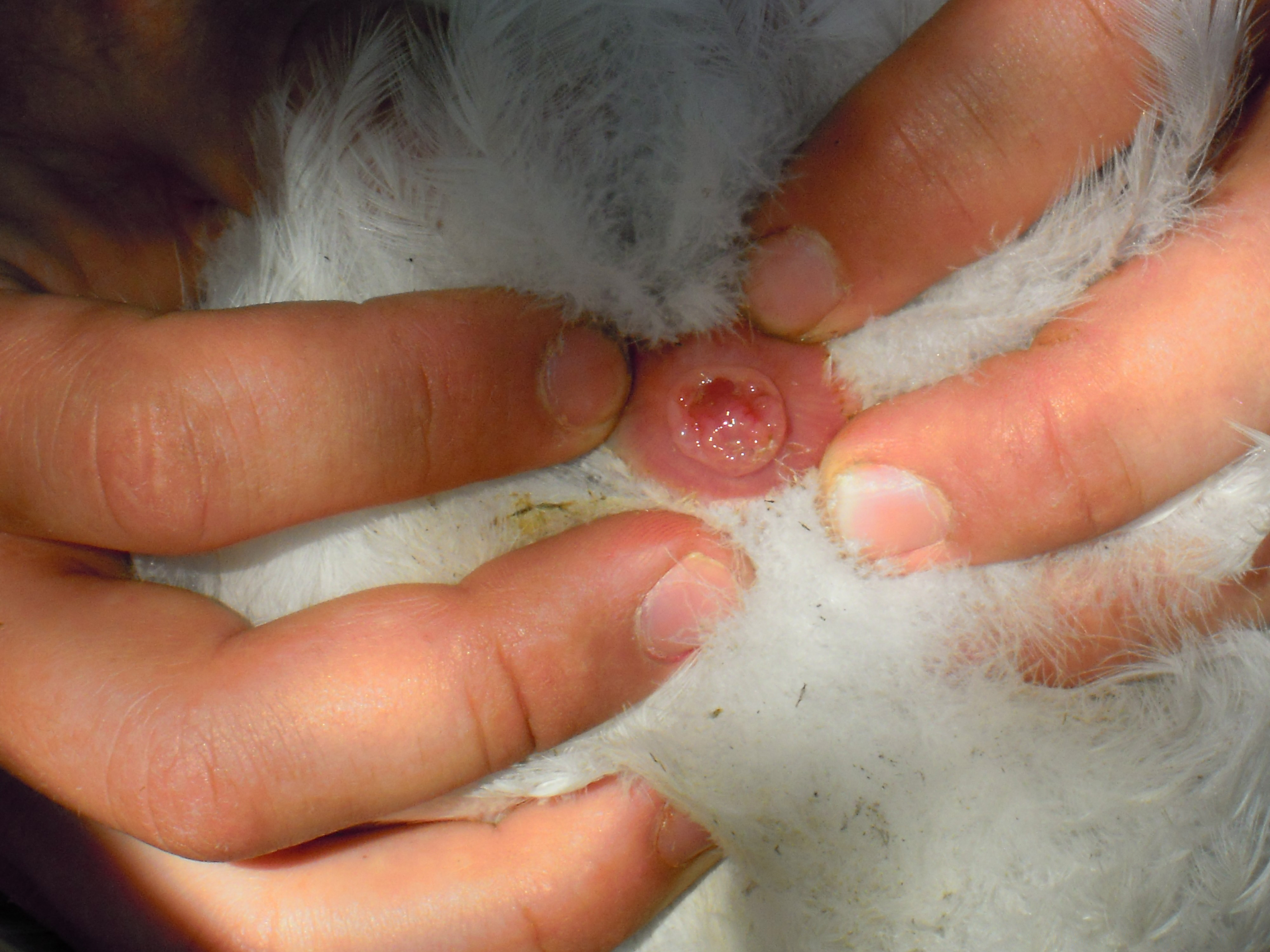
Cloaca de una ave hembra

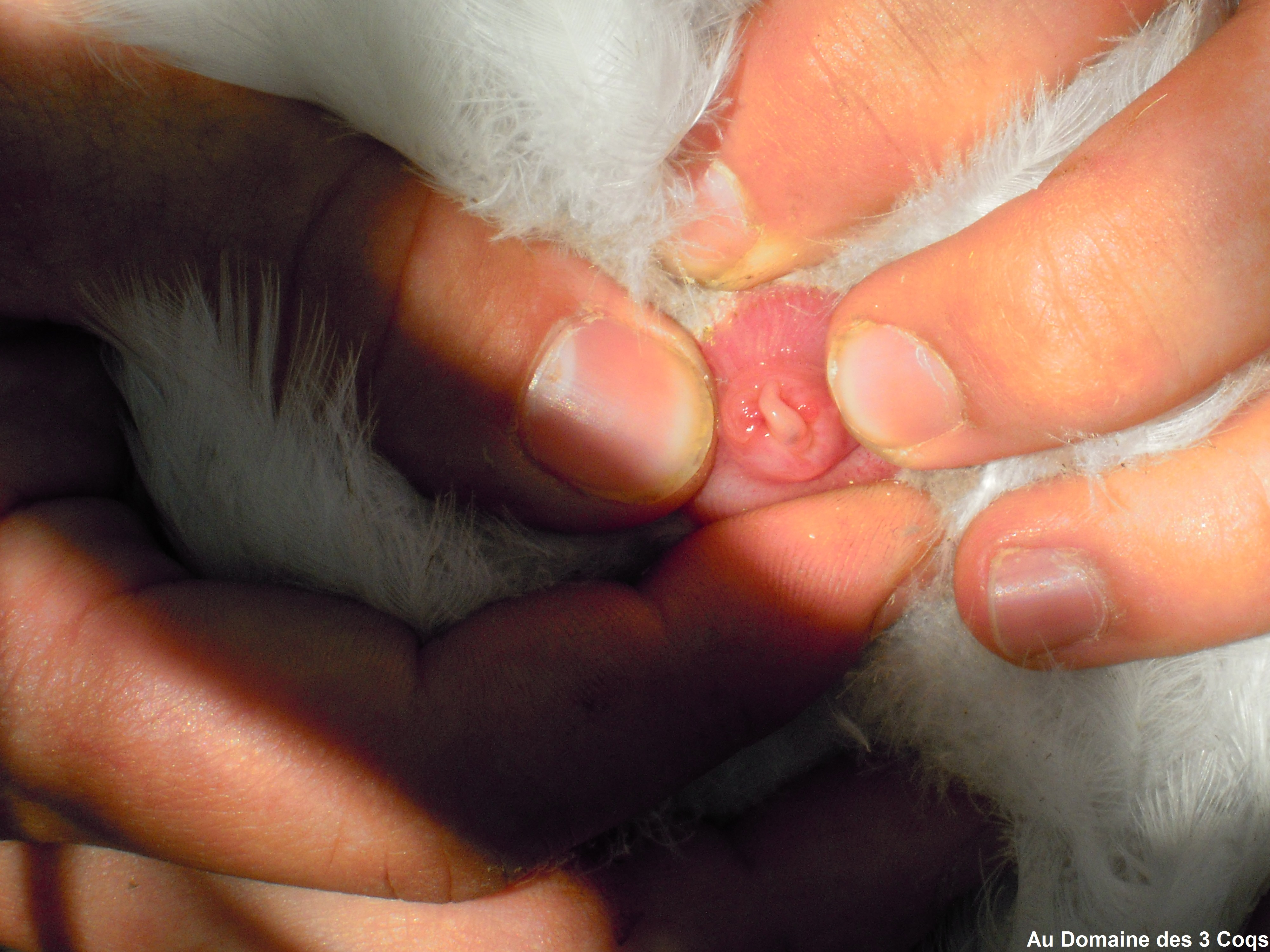
Cloaca de un ave macho

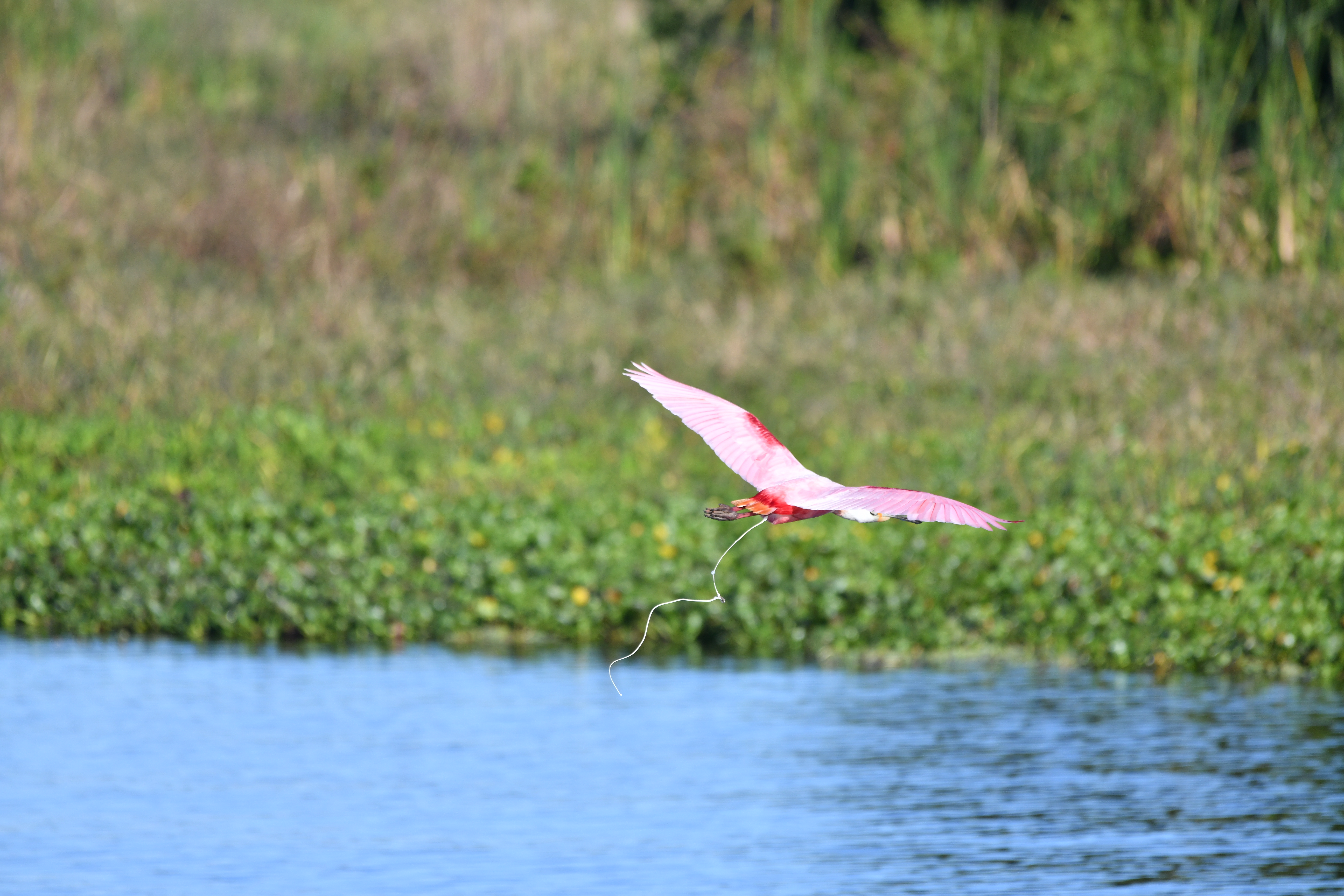
Una espátula rosada excretando orina en medio vuelo

Las aves se reproducen usando su cloaca; esto ocurre durante un beso cloacal en la mayoría de las aves. Las aves que se aparean usando este método colocan sus cloacas juntas, en algunas especies por sólo unos segundos, tiempo suficiente para que el esperma sea transferido del macho a la hembra. Para algunas aves, como los avestruces, casuarios, kiwis, gansos y algunas especies de cisnes y ánades, los machos no usan la cloaca para reproducirse, sino que tienen un pene.
Se publicó un estudio en el que se demostró que las aves usan sus cloacas para refrescarse.
La cloaca en las aves también puede denominarse respiradero. Entre los cetreros, la palabra ventilar es también un verbo que significa "defecar".

## Peces
Entre los peces, una verdadera cloaca está presente sólo en los elasmobranquios (tiburones y rayas) y peces con aletas lobuladas. En lampreas y en algunos peces con aletas radiadas, parte de la cloaca permanece en el adulto para recibir los conductos urinario y reproductor, aunque el ano siempre se abre por separado. En quimeras y la mayoría de teleósteos, sin embargo, las tres aberturas están completamente separadas.